# The Famous Five

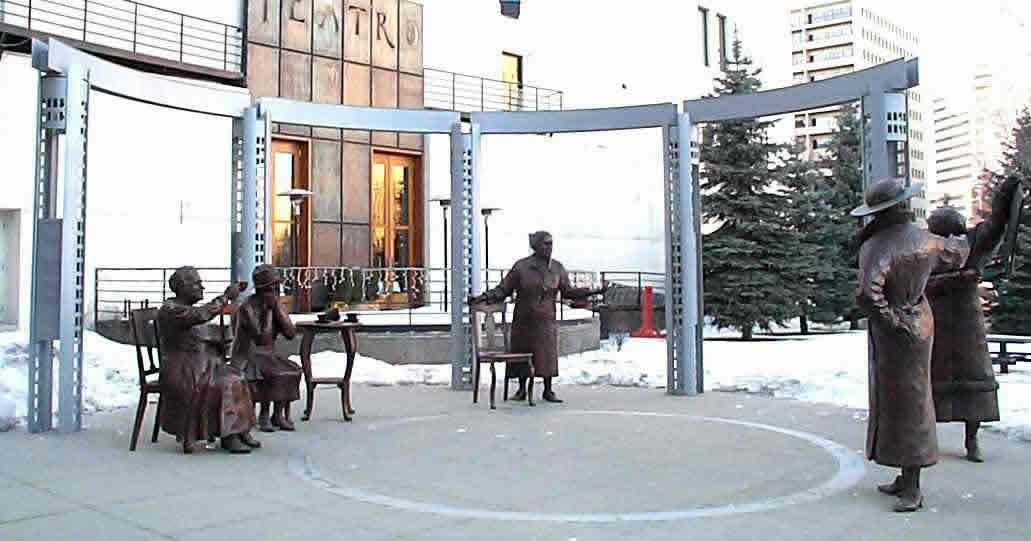
Denkmal der Famous Five in Calgary von Barbara Paterson. Eine identische Statue befindet sich auf dem Parliament Hill in Kanadas Hauptstadt Ottawa.

The Famous Five (deutsch: die berühmten Fünf) waren fünf Frauen, die 1927 ein Verfahren vor dem Supreme Court of Canada und später dem Judicial Committee of the Privy Council initiierten, in dem es um das Recht von Frauen ging, in den kanadischen Senat berufen zu werden. Der Fall ist in Kanada bekannt als Persons Case, da die zu entscheidende Frage war, ob Frauen „Personen“ im Sinne des Gesetzes seien. Nachdem der Supreme Court diese Frage verneint hatte, legten die fünf Frauen Berufung beim Privy Council in London ein, das die Entscheidung des Supreme Court aufhob und letztinstanzlich im Sinne der Klägerinnen entschied.
Die Frauen (alle aus Alberta) waren:
- Emily Murphy (auch erste Richterin des Britischen Empires);
- Irene Marryat Parlby (Führerin der Landfrauen, Aktivistin und erste weibliche Ministerin in Alberta)
- Nellie Mooney McClung (Suffragette und Mitglied des Parlaments von Alberta);
- Louise Crummy McKinney (erste Frau, die in die Legislative Albertas und damit Kanadas und des Britischen Empire gewählt wurde)
- Henrietta Muir Edwards (Gründerin des Victorian Order of Nurses).

Die genaue Frage, die die fünf Frauen gerichtlich entschieden haben wollten, war, ob der British North America Act von 1867 es Frauen erlaubt, Mitglieder des kanadischen Senats zu werden. Dort heißt es: “The Governor General shall... summon qualified Persons to the Senate; and ... every Person so summoned shall become and be a Member of the Senate and a Senator.” (Der Generalgouverneur soll ... qualifizierte Personen in den Senat berufen ... und jede berufene Person soll ein Mitglied des Senats werden und sein.)
In Reference re meaning of the word "Persons" in s. 24 of British North America Act, [1928] S.C.R. 276 entschied der Supreme Court, dass sich der Passus „Personen“ ausschließlich auf Männer beziehe. Er begründete dies unter anderem damit, dass:
- die Legislatoren, die das Gesetz beschlossen hatte, keine Frauen im Sinn hatten, als sie dies beschlossen,
- die Sprache des Gesetzes die ganze Zeit das männliche Personalpronomen he verwendet, wenn es von Senatoren spricht.

Die Famous Five wandten sich an den Justizausschuss des Privy Council in London, damals das höchste Berufungsgericht für das gesamte britische Empire außerhalb Großbritanniens. Das entschied am 18. Oktober 1929 (Edwards v. Canada (Attorney General) [1930] A.C. 124 (P.C.)), dass Frauen tatsächlich Personen im Sinne des Gesetzes seien und bezeichneten den Ausschluss von Frauen als „Relikt barbarischerer Zeiten“. Das Urteil war bindend für das gesamte britische Empire; nur innerhalb der britischen Inseln nicht, sodass die Frage, ob Frauen im House of Lords sitzen konnten, noch einige Jahre lang umstritten blieb.
Die Bedeutung der fünf Frauen in Kanada ist bis in heutige Zeit umstritten. Während sie als wichtiges nationales Symbol für die Gleichberechtigung der Frauen gelten, stören sich andere an ihren weiteren politischen Einstellung wie zur Einwanderung und ihre Kampagne, Eugenik gesetzlich zu verankern. Gleichzeitig bezweifeln sie die Bedeutung des Falles, da der kanadische Senat in den 1920ern ein politisches bedeutungsloses Gremium war. Dessen ungeachtet wurde das Ereignis am 1. Juni 1997, als „Persons Case“, durch die kanadische Regierung, vertreten durch den für das Historic Sites and Monuments Board of Canada zuständigen Minister, zu einem „nationalen historischen Ereignis“ erklärt.
Die Famous Five sind auf der kanadischen 50-Dollar-Note der Serie von 2001 („Canadian Journey“) verewigt, ebenso wie ein Denkmal in Calgary und auf dem Parliament Hill sie darstellt. Im Eingangsbereich des kanadischen Senats findet sich eine Gedenktafel für sie ebenso wie im Olympic Plaza in Calgary in ihrer Heimatprovinz Alberta. Edmonton benannte fünf Parks nach den Famous Five.